# Teratodes monticollis
Teratodes monticollis es una especie de saltamontes perteneciente a la subfamilia Teratodinae de la familia Acrididae. Esta especie se distribuye en Asia, específicamente en India y Sri Lanka.
Teratodes monticollis se alimenta de las hojas de los árboles y puede convertirse en una grave plaga de las plantaciones de tecas y sándalos.